# Box-office 2001 au Canada et aux États-Unis
Cet article traite du box-office de 2001 au Canada et aux États-Unis.

## Classement
| Rang | Titre                                               | Pays                  | Réalisateur                    | Budget en USD | Recettes      | Week End |
| ---- | --------------------------------------------------- | --------------------- | ------------------------------ | ------------- | ------------- | -------- |
| 1.   | Harry Potter à l'école des sorciers                 | États-Unis d'Amérique | Chris Columbus                 | 125 000 000   | 317 575 550 $ | 27 (fin) |
| 2.   | Le Seigneur des anneaux : La Communauté de l'anneau | États-Unis d'Amérique | Peter Jackson                  | 250 000 000   | 313 364 114 $ | 35 (fin) |
| 3.   | Shrek                                               | États-Unis d'Amérique | Andrew Adamson et Vicky Jenson |               | 267 665 011 $ | 29 (fin) |
| 4.   | Monstres et Cie                                     | États-Unis d'Amérique | Pete Docter                    |               | 255 873 250 $ | 41 (fin) |
| 5.   | Rush Hour 2                                         | États-Unis d'Amérique | Brett Ratner                   |               | 226 164 286 $ | 20 (fin) |
| 6.   | Le Retour de la Momie                               | États-Unis d'Amérique | Stephen Sommers                |               | 202 019 785 $ | 22 (fin) |
| 7.   | Pearl Harbor                                        | États-Unis d'Amérique | Michael Bay                    | 140 000 000   | 198 542 554 $ | 25 (fin) |
| 8.   | Ocean's Eleven                                      | États-Unis d'Amérique | Steven Soderbergh              | 85 000 000    | 183 417 150 $ | 21 (fin) |
| 9.   | Jurassic Park 3                                     | États-Unis d'Amérique | Joe Johnston                   | 93 000 000    | 181 171 875 $ | 22 (fin) |
| 10.  | La Planète des singes                               | États-Unis d'Amérique | Tim Burton                     | 100 000 000   | 180 011 740 $ | 26 (fin) |
| 11.  | Un homme d'exception                                | États-Unis d'Amérique | Ron Howard                     |               | 170 742 341 $ | 23 (fin) |
| 12.  | Hannibal                                            | États-Unis d'Amérique | Ridley Scott                   | 87 000 000    | 165 092 268 $ | 15 (fin) |
| 13.  | American Pie 2                                      | États-Unis d'Amérique | James B. Rogers                |               | 145 103 595 $ | 19 (fin) |
| 14.  | Fast and Furious                                    | États-Unis d'Amérique | Rob Cohen                      | 38 000 000    | 144 533 925 $ | 19 (fin) |
| 15.  | Lara Croft : Tomb Raider                            | États-Unis d'Amérique | Simon West                     | 115 000 000   | 131 168 070 $ | 15 (fin) |
| 16.  | Dr. Dolittle 2                                      | États-Unis d'Amérique | Steve Carr                     |               | 112 952 899 $ | 19 (fin) |
| 17.  | Spy Kids                                            | États-Unis d'Amérique | Robert Rodriguez               |               | 112 719 001 $ | 18 (fin) |
| 18.  | La Chute du faucon noir                             | États-Unis d'Amérique | Ridley Scott                   | 92 000 000    | 108 638 745 $ | 18 (fin) |
| 19.  | Princesse malgré elle                               | États-Unis d'Amérique | Garry Marshall                 |               | 108 248 956 $ | 24 (fin) |
| 20.  | Vanilla Sky                                         | États-Unis d'Amérique | Cameron Crowe                  |               | 100 618 344 $ | 19 (fin) |

## Box-office par Week End
| #  | Date              | Film no 1                                           | Entrées      |
| -- | ----------------- | --------------------------------------------------- | ------------ |
| 1  | 5 janvier 2001    | Seul au monde                                       | 22 220 725 $ |
| 2  | 12 janvier 2001   | Save the Last Dance                                 | 23 444 930 $ |
| 3  | 19 janvier 2001   | Save the Last Dance                                 | 15 366 047 $ |
| 4  | 26 janvier 2001   | Un mariage trop parfait                             | 13 510 293 $ |
| 5  | 2 février 2001    | Un mariage trop parfait                             | 10 605 542 $ |
| 6  | 9 février 2001    | Hannibal                                            | 58 003 121 $ |
| 7  | 16 février 2001   | Hannibal                                            | 29 707 546 $ |
| 8  | 23 février 2001   | Hannibal                                            | 15 767 006 $ |
| 9  | 2 mars 2001       | Le Mexicain                                         | 20 108 129 $ |
| 10 | 9 mars 2001       | Le Mexicain                                         | 12 224 750 $ |
| 11 | 16 mars 2001      | Hors limites                                        | 18 485 586 $ |
| 12 | 23 mars 2001      | Hors limites                                        | 9 719 857 $  |
| 13 | 30 mars 2001      | Spy Kids                                            | 26 556 881 $ |
| 14 | 6 avril 2001      | Spy Kids                                            | 17 079 113 $ |
| 15 | 13 avril 2001     | Spy Kids                                            | 12 501 512 $ |
| 16 | 20 avril 2001     | Le Journal de Bridget Jones                         | 10 185 136 $ |
| 17 | 27 avril 2001     | Driven                                              | 12 704 135 $ |
| 18 | 4 mai 2001        | Le Retour de la Momie                               | 68 139 035 $ |
| 19 | 11 mai 2001       | Le Retour de la Momie                               | 33 741 755 $ |
| 20 | 18 mai 2001       | Shrek                                               | 42 337 760 $ |
| 21 | 25 mai 2001       | Pearl Harbor                                        | 59 078 712 $ |
| 22 | 1er juin 2001     | Pearl Harbor                                        | 29 558 276 $ |
| 23 | 8 juin 2001       | Opération Espadon                                   | 18 145 632 $ |
| 24 | 15 juin 2001      | Lara Croft : Tomb Raider                            | 45 735 743 $ |
| 25 | 22 juin 2001      | Fast and Furious                                    | 40 089 015 $ |
| 26 | 29 juin 2001      | A.I. Intelligence artificielle                      | 29 352 630 $ |
| 27 | 6 juillet 2001    | Comme chiens et chats                               | 21 707 217 $ |
| 28 | 13 juillet 2001   | La Revanche d'une blonde                            | 20 377 426 $ |
| 29 | 20 juillet 2001   | Jurassic Park III                                   | 50 771 645 $ |
| 30 | 27 juillet 2001   | La Planète des singes                               | 68 532 960 $ |
| 31 | 3 aout 2001       | Rush Hour 2                                         | 64 408 222 $ |
| 32 | 10 aout 2001      | American Pie 2                                      | 45 117 985 $ |
| 33 | 17 aout 2001      | American Pie 2                                      | 21 104 650 $ |
| 34 | 24 aout 2001      | American Pie 2                                      | 12 517 475 $ |
| 35 | 31 aout 2001      | Jeepers Creepers                                    | 13 106 108 $ |
| 36 | 7 septembre 2001  | Two Can Play That Game                              | 7 720 942 $  |
| 37 | 14 septembre 2001 | Hardball                                            | 9 386 342 $  |
| 38 | 21 septembre 2001 | Hardball                                            | 8 058 388 $  |
| 39 | 28 septembre 2001 | Pas un mot                                          | 17 090 474 $ |
| 40 | 5 octobre 2001    | Training Day                                        | 22 550 788 $ |
| 41 | 12 octobre 2001   | Training Day                                        | 13 386 457 $ |
| 42 | 19 octobre 2001   | From Hell                                           | 11 014 818 $ |
| 43 | 26 octobre 2001   | K-PAX : L'Homme qui vient de loin                   | 17 215 275 $ |
| 44 | 2 novembre 2001   | Monstres et Cie                                     | 64 557 067 $ |
| 45 | 9 novembre 2001   | Monstres et Cie                                     | 45 551 148 $ |
| 46 | 16 novembre 2001  | Harry Potter à l'école des sorciers                 | 90 294 621 $ |
| 47 | 23 novembre 2001  | Harry Potter à l'école des sorciers                 | 57 487 717 $ |
| 48 | 30 novembre 2001  | Harry Potter à l'école des sorciers                 | 23 642 326 $ |
| 49 | 7 décembre 2001   | Ocean's Eleven                                      | 38 107 822 $ |
| 50 | 14 décembre 2001  | Vanilla Sky                                         | 25 015 518 $ |
| 51 | 21 décembre 2001  | Le Seigneur des anneaux : La Communauté de l'anneau | 47 211 490 $ |
| 52 | 28 décembre 2001  | Le Seigneur des anneaux : La Communauté de l'anneau | 38 685 582 $ |